# Baszir Churajjif
Baszir Churajjif (ang. transkrypcja al-Bashīr Khurayyif, ur. 1917, zm. 1983) – pisarz tunezyjski, przedstawiciel realizmu romantycznego. Autor: Ad-Dakla fi aradżinika (Kiście daktyli, 1969).